# Vidotti
Gesué Sebastião Vidotti (Cruzália, 21 de junho de 1960) é um ex-futebolista brasileiro que atuava como centroavante. Ele é pai do goleiro Paulo Victor.

## Carreira
Vidotti foi contratado pelo Corinthians em 1980 para atuar pelo time de juniores, após ser "peneirado" no dia 1 de novembro de 1979, quando marcou dois gols defendendo a Seleção de Cruzália em um amistoso na cidade de Marília, São Paulo. No mesmo ano, disputou a Taça São Paulo de Juniores. Subiu para o time de cima no ano seguinte. Estreou no time profissional do Corinthians no dia 9 de fevereiro de 1983, quando Sócrates e companhia aplicaram a maior goleada da história do Campeonato Brasileiro: 10 a 1 sobre o Tiradentes, do Piauí. O último gol do Corinthians foi marcado por ele. Depois, vestiu a camisa alvinegra mais 18 vezes, tendo marcado outros dois gols.
Em 1985, com a camisa do Comercial, marcou o gol mais importante de sua carreira na decisão do Campeonato Sul-Mato-Grossense contra o Operário. Nesse ano Vidotti foi artilheiro da competição, com 12 gols.

## Títulos
Corinthians
- Campeonato Paulista: 1983
- Taça Cidade de Porto Alegre: 1983

Comercial
- Campeonato Sul-Mato-Grossense: 1985

### Artilharias
- Campeonato Sul-Mato-Grossense de 1985 (12 gols)